# Santiago Grassi
Santiago Grassi (Ciudad de Santa Fe, 25 de septiembre de 1996) es un nadador argentino.

## Carrera deportiva
Santiago fue nadador del Club Atlético Unión (Santa Fe). Actualmente compite para la Universidad de Auburn en Estados Unidos. 
Posee el récord argentino en 100 metros mariposa (51s78/100) en pileta larga y el récord argentino en 100 metros mariposa (51s,32/100) en pileta corta.
Obtuvo la medalla de plata en 100 metros mariposa en los Juegos Panamericanos de 2015 y se clasificó para los Juegos Olímpicos de Río de Janeiro 2016.
En los Juegos Panamericanos de 2019, obtuvo dos medallas de bronce en 4x100 medley mixta y 4x100 relevos medley y logró la clasificación a los Juegos Olímpicos de Tokio 2020 tras llegar a la final en los 100 metros mariposa.
En septiembre de 2020, Santiago fue convocado para competir en el equipo Los Angeles Current de la Liga Internacional de Natación (ISL).
En los Juegos Olímpicos de Tokio 2020 terminó primero en su serie y fue 24° en la tabla general quedando muy cerca de clasificarse a las semifinales.
En el Campeonato Mundial de Natación en Piscina Corta de 2021 compitió en los 100 metros mariposa estableciendo un nuevo récord argentino con un tiempo de 51.32, esa marca le dio el 28° en la tabla general y no le permitió clasificarse a semifinales; también compitió en los 50 metros mariposa dónde nuevamente estableció un nuevo récord argentino con un tiempo 23,26, se ubicó 24° en la tabla general y tampoco puedo clasificar a semifinales.
El 30 de marzo de 2022 anunció que decidió dejar la Natación por un tiempo indefinido.